# Pokój wrocławski
Pokój wrocławski – układ pokojowy podpisany 11 czerwca 1742 we Wrocławiu kończący I wojnę śląską między cesarzową rzymsko-niemiecką Marią Teresą a królem pruskim Fryderykiem II Wielkim, na mocy którego Monarchia Habsburgów utraciła na rzecz Prus niemal cały Śląsk i ziemię kłodzką. W styczniu 1743 w Głubczycach, już po dokonaniu rozgraniczenia w terenie, obie strony wręczyły sobie dokumenty ratyfikacyjne.
Sukcesy militarne króla pruskiego w wojnie śląskiej zachęciły inne kraje europejskie do stworzenia antyhabsburskiej koalicji. Maria Teresa została osamotniona z Wielką Brytanią jako jedyną sojuszniczką. Przeciwko niej stanęły dodatkowo Królestwo Francji, Hiszpania i Bawaria. Wobec zagrożenia Wiednia przez atak Bawarczyków i Francuzów (więcej: wojna o sukcesję austriacką) Maria Teresa naciskana przez dyplomację angielską zdecydowała się na podpisanie taktycznego pokoju, nie była bowiem w stanie skutecznie kontynuować walki na dwa fronty.
Wstępem do pokoju były tajne rokowania Fryderyka z austriackim marszałkiem polnym Wilhelmem Reinhardem von Neippergiem w Przydrożu Małym (niem. Klein-Schnellendorf) 9 października 1741, gdzie w zamian za Dolny Śląsk wraz z księstwem nyskim król zobowiązał się do prowadzenia jedynie pozorowanych działań wojennych. Jednak kolejne klęski armii cesarskiej pchnęły króla pruskiego do działania. Jeszcze w grudniu uznał, że może od osłabionych Habsburgów uzyskać więcej i wznowił działania wojenne.
Odwrócenie się sytuacji wojennej w styczniu skłoniło Fryderyka do ponownych rokowań. Maria Teresa liczyła na korzystne rozstrzygnięcia militarne i tak długo, jak one następowały zrywała układy. Po zwycięstwie Prusaków w bitwie pod Chotusicami w Czechach 17 maja 1742 zdecydowała się przyjąć stale rosnące warunki pokojowe.
Na mocy warunków ustalonych we Wrocławiu przez pruskiego ministra Heinricha Podewilsa i działającego na rzecz cesarzowej angielskiego hrabiego Johna C. Hyndforda prawie cały Śląsk przeszedł we władanie Prus. W rękach Habsburgów pozostawały tylko: południowa część prowincji tzn. księstwo cieszyńskie, południowe skrawki księstwa (okręg Widnawy) oraz większość księstwa opawskiego i karniowskiego (do Prus włączono tylko fragmenty tych księstw tzn. ziemię głubczycką i hulczyńską, a także enklawę morawską - Kietrz). Fryderyk zażądał także ziemi kłodzkiej, zdając sobie sprawę z jej strategicznego wobec Śląska położenia. Od wieków średnich zwano ją bowiem bramą Śląska. Świadom tego Fryderyk miał wkrótce zarządzić w niej ogromne projekty fortyfikacyjne (Twierdza Kłodzko, Twierdza Srebrnogórska). Ustalona wówczas linia graniczna, w zasadniczej części przetrwała do dzisiaj, choć podczas ponad 250 lat oddzielała od siebie różne państwa (Prusy i Austrię, Niemcy i Austro-Węgry, Niemcy i Czechosłowację, Polskę i Czechosłowację, Polskę i Czechy). 14 sierpnia 1743 r. w Wiedniu stany korony czeskiej uroczyście wyrzekły się wszelkich praw do Śląska i nastąpiło przekazanie archiwów stronie pruskiej. Przyłączenie do Prus prowincji, która zwiększyła ich potencjał ludnościowy o 50%, a terytorium o blisko 1/3, stało się faktem. Saksonia, będąca w tym konflikcie sojusznikiem Fryderyka II, wychodziła z wojny z pustymi rękami.
Zgodnie z traktatem szlachta śląska mogła w ciągu 5 lat sprzedać majątki i przenieść się do ziem habsburskich, mogła także wybrać państwo stałego pobytu nie tracąc majątków po drugiej stronie granicy. Ze strony habsburskiej warunkiem sine qua non były gwarancje zachowania statusu Kościoła katolickiego. Wbrew nazwie traktatu ostatecznie został podpisany 28 lipca w Berlinie.
Sam pokój był wielkim sukcesem króla pruskiego, który wywołując wojnę liczył na uzyskanie od zagrożonej obcą interwencją Austrii jedynie Dolnego Śląska, który był wówczas znacznie bardziej rozwinięty gospodarczo i atrakcyjny niż Górny Śląsk (nie wiedziano wówczas jeszcze o bogatych złożach węgla i nowych złożach srebra i ołowiu na Górnym Śląsku). Ludność górnośląska była także w większości katolicka, co zdaniem Fryderyka utrudniłoby jej asymilację w protestanckim w przeważającej większości państwie pruskim. Jego przypuszczenia potwierdzało potem wsparcie udzielane przez Górnoślązaków wojskom austriackim w trakcie kolejnych wojen śląskich.
Maria Teresa nigdy nie pogodziła się ze stratą bogatego regionu i uznawała zmianę granic za tymczasową. Po zażegnaniu zagrożenia dla stolicy gotowa była do kolejnego etapu zmagań. Fryderyk zdawał sobie z tego sprawę i nie czekał na rewanż. W 1744 rozpoczął II wojnę śląską.

## Konsekwencje
Granice wyznaczone pokojem wrocławskim i potwierdzone potem traktatami w Dreźnie (1745) i Hubertusburgu (1763) okazały się nadzwyczaj trwałe. Na ponad 200 lat bogaty Śląsk stał się ważną częścią Królestwa Prus (potem Cesarstwa Niemieckiego). O randze zdobyczy świadczyło nadanie Wrocławiowi rangi miasta stołecznego – trzeciego obok Królewca i Berlina.
Z niewielką korektą wprowadzoną po I wojnie światowej przez przekazanie Czechosłowacji tzw. ziemi hulczyńskiej, przetrwały one do dzisiaj, choć cały, dawny Śląsk pruski i niemiecki po II wojnie światowej został przekazany Polsce.